# Prumnopitys
Prumnopitys ist eine Pflanzengattung in der Familie der Steineibengewächse (Podocarpaceae). Man nennt sie auch Kirscheiben. Die etwa zehn Arten kommen in einem disjunkten Areal vor: zum einen im östlichen Australien, Malesien, Neukaledonien und Neuseeland, zum anderen von Venezuela bis Chile und in Costa Rica. Einige Arten sind wichtige Holzlieferanten.

## Beschreibung

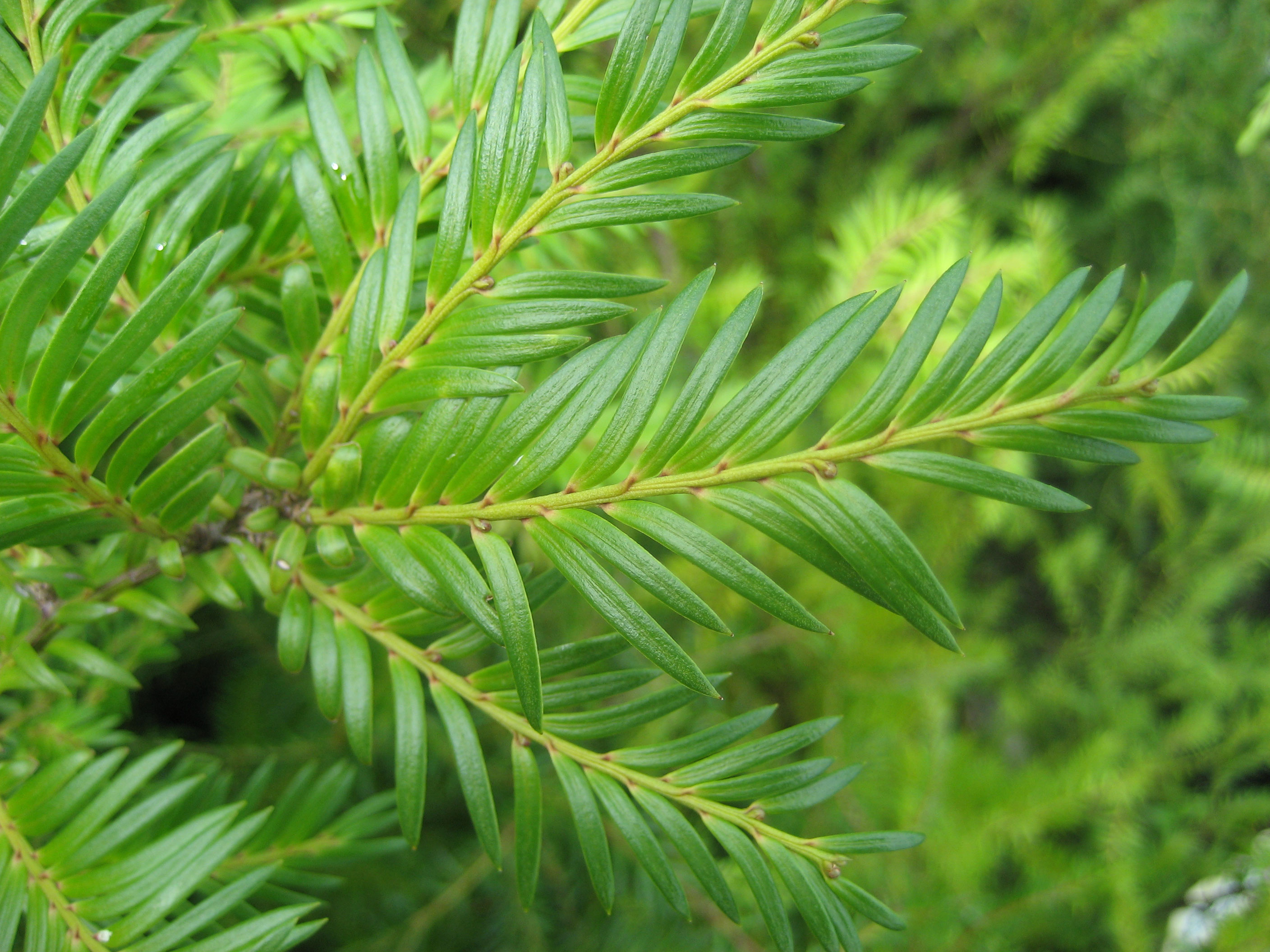
Zweig von Prumnopitys ferruginea

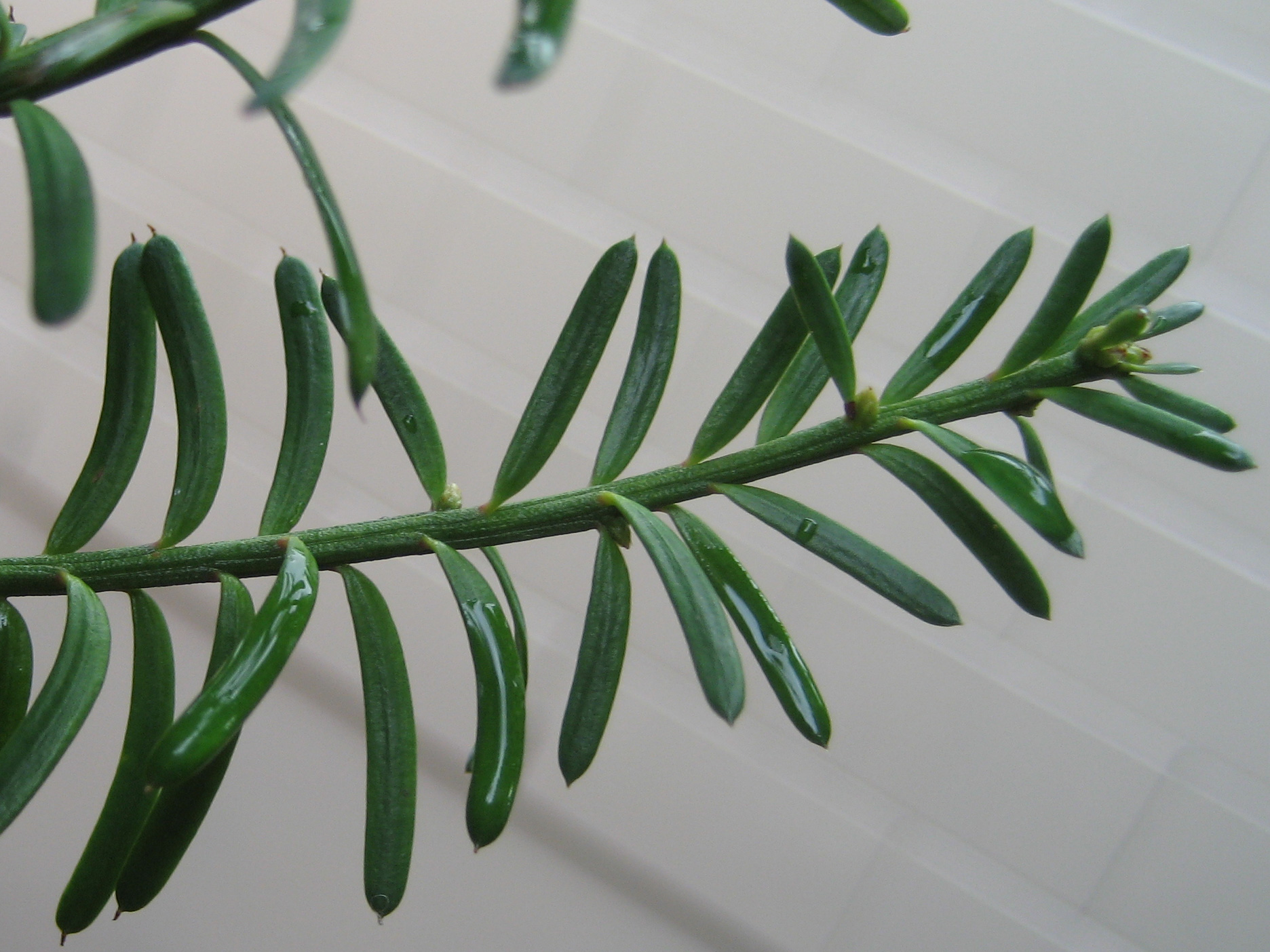
Neuseeländische Kirscheibe (Prumnopitys taxifolia)

### Vegetative Merkmale
Prumnopitys-Arten sind Bäume, die Wuchshöhen von 60 Metern erreichen können. Die Rinde ist glatt und rötlich bis gelblichbraun, innen etwas dunkler aber durch die Witterung grau werdend. Die Borke bricht an älteren Bäumen in unregelmäßige mehr oder weniger quadratische Platten, die 3 bis 5 Millimeter stark und 3 bis 10 Zentimeter groß sind. Die Blattknospen sind klein mit überlappenden dreieckigen Knospenschuppen geschützt. Die Laubblätter sind spiralig am Zweig angeordnet.

### Generative Merkmale
Prumnopitys-Arten sind zweihäusig getrenntgeschlechtig (diözisch). Die männlichen Zapfen stehen einzeln oder in Gruppen. Die Samen sind von einem Epimatium umgeben.

## Systematik und Verbreitung

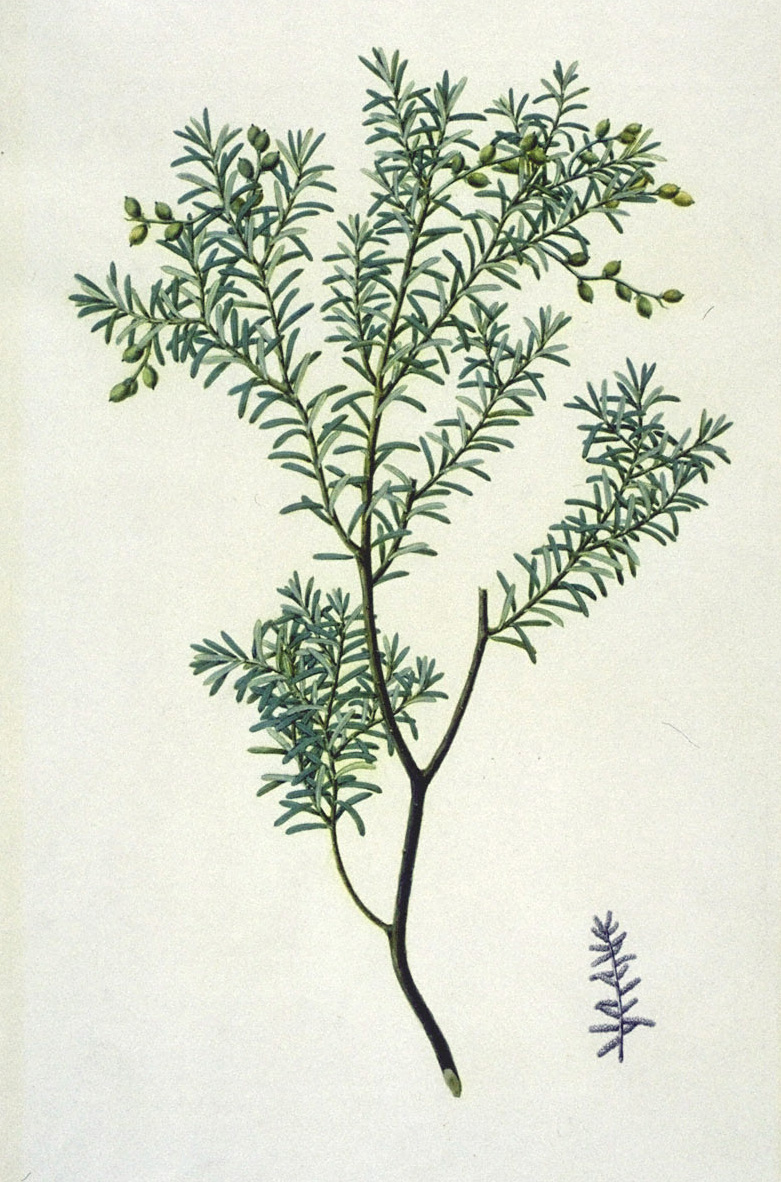
Illustration der Neuseeländischen Kirscheibe (Prumnopitys taxifolia)

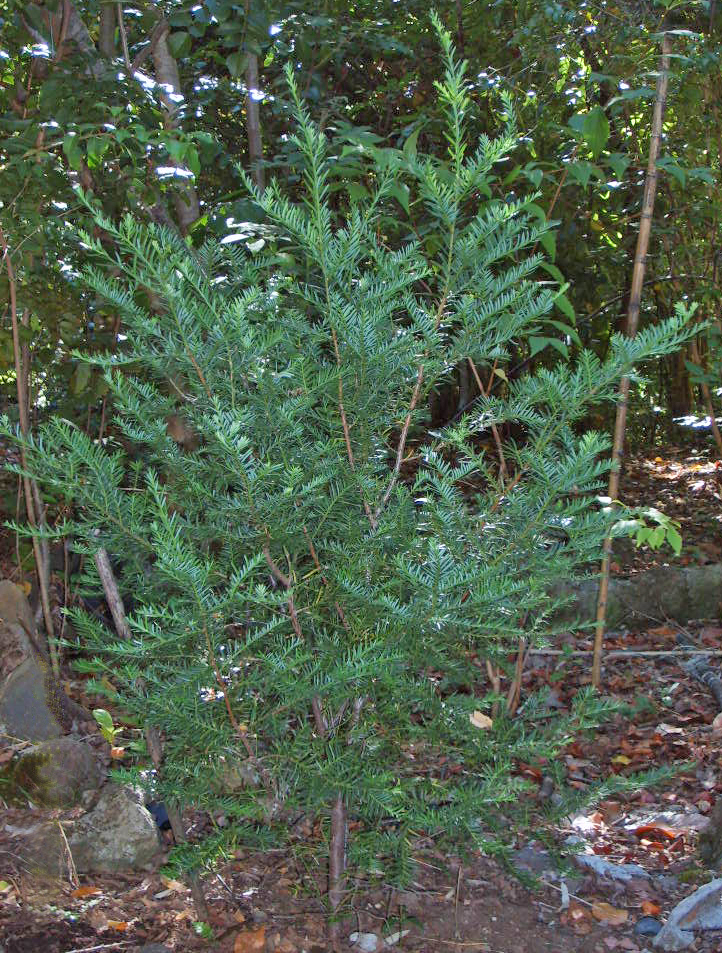
Chilenische Kirscheibe (Prumnopitys andina)

Die Gattung Prumnopitys wurde 1861 durch Rudolph Amandus Philippi in der Zeitschrift "Linnaea", Band 30, Seite 731 aufgestellt. Typusart ist Prumnopitys elegans Phil. Synonyme für Prumnopitys Phil. sind: Stachycarpus Tiegh., Podocarpus sect. Stachycarpus Endl., Podocarpus sect. Prumnopitys (Phillippi) Bertrand, Podocarpus sect. Taxoideae Bennett, Podocarpus subg. Stachycarpus (Endl.) Engl., Van-tieghemia A.V.Bobrov & Melikyan nom. illeg., Botryopitys Doweld.
Die Gattung Prumnopitys hat ein disjunktes Areal: zum einen im östlichen Australien, Malesien, Neukaledonien und Neuseeland, zum anderen von Venezuela bis Chile und in Costa Rica.
Es gibt etwa zehn Prumnopitys-Arten:
- Prumnopitys amara (Blume) de Laub. (Syn.: Podocarpus amarus Blume, Podocarpus eurhynchus Miq., Podocarpus dulcamarus Seem., Nageia amara (Blume) F.Muell., Nageia eurhyncha (Miq.) Kuntze, Podocarpus pedunculatus Bailey, Stachycarpus amarus (Blume) Gaussen, Sundacarpus amarus (Blume) C.N.Page): Sie gehört seit 2011 zu dieser Gattung. Sie ist von der Nordostküste Queenslands über Neuguinea, Neubritannien, Neuirland, Molukken (Buru, Halmahera, Morotai), Kleine Sundainseln (Timor, Flores, West Sumbawa, Lombok), Java, zentrales bis südwestliches Sulawesi (Bonthain), Mindanao, Sabah bis Sumatra vor.[2]
- Pflaumensteineibe oder Chilenische Kirscheibe[3] (Prumnopitys andina (Poepp.ex Less.) de Laub., Syn.: Podocarpus spicatus Poepp., Podocarpus andinus Poepp. ex Endl., Prumnopitys elegans Phil., Podocarpus valdivianus J.Nelson, Nageia andina (Poepp. ex Endl.) F. Muell., Stachycarpus andinus (Poepp. ex Endl.) Tiegh., Nageia valdiviana (J.Nelson) Kuntze, Prumnopitys spicata (Poepp.) Molloy et Muñoz-Schick): Sie gedeiht in Anden im südlichen Argentinien und südlichen Chile.[2]
- Prumnopitys exigua de Laub. ex Silba: Sie wurde 1984 aus Bolivien erstbeschrieben.[2]
- Rotbraune Kirscheibe[3] von den Maori auch Miro genannt (Prumnopitys ferruginea (G.Benn. ex D.Don) de Laub., Syn.: Podocarpus ferrugineus G.Benn ex D.Don, Nageia ferruginea (G.Benn. ex D.Don) F.Muell., Stachycarpus ferrugineus (G.Benn. ex D.Don) Tiegh.): Sie kommt auf der Nord- sowie Südinsel Neuseelands und auf Stewart Island vor.[2]
- Prumnopitys ferruginoides (Compton) de Laub. (Syn.: Podocarpus distichus J.Buchholz, Podocarpus distichus var. maialis J.Buchholz): Sie kommt an vielen Fundorten in Neukaledonien vor.[2]
- Prumnopitys harmsiana (Pilg.) de Laub. (Syn.: Podocarpus harmsianus Pilg. ex Engler, Podocarpus utilior Pilg.): Sie gedeiht in den Anden in Kolumbien, Ecuador, Venezuela, Bolivien und Peru.[2]
- Prumnopitys ladei (F.M.Bailey) de Laub.: Dieser Endemit gedeiht nur in Regenwäldern des Mt. Spurgeon sowie Mt. Lewis im nordöstlichen Queensland.[2]
- Prumnopitys montana (Humb. & Bonpl. ex Willd.) de Laub.: Sie kommt von Kolumbien, Ecuador und dem westlichen Venezuela bis ins nördliche Peru vor.[2]
- Prumnopitys standleyi (J.Buchholz & N.E.Gray) de Laub.: Dieser Endemit kommt nur in Volcan de Poas sowie Cerro Las Vueltas in Costa Rica vor.[2]
- Neuseeländische Kirscheibe,[3] Mataī (Prumnopitys taxifolia (Sol. ex D.Don) de Laub.): Sie kommt auf der Nord- sowie Südinsel Neuseelands vor.[2]